# Висши змии
Висшите змии (Alethinophidia) са инфраразред влечуги от разред Люспести (Squamata).
Таксонът е описан за пръв път от унгарския палеонтолог Ференц Нопча през 1923 година.

## Семейства
- Надсемейство Amerophidia
  - Aniliidae - Лъжливи коралови змии
  - Tropidophiidae – Дървесни бои джуджета
- Надсемейство Booidea
  - Boidae – Боидни
- Надсемейство Pythonoidea
  - Pythonidae – Питонови
  - Loxocemidae – Мексикански земни питони
  - Xenopeltidae – Лъчисти змии
- Надсемейство Uropeltoidea
  - Uropeltidae – Щитоопашни змии
  - Cylindrophiidae
  - Anomochilidae
- Bolyeriidae – Срасналочелюстни бои
- Xenophidiidae
- Acrochordidae – Брадавичести змии
- Xenodermidae
- Pareidae
- Viperidae – Отровници
- Homalopsidae
- Надсемейство Elapoidea
  - Cyclocoridae
  - Elapidae – Аспидови
  - Pseudaspididae
  - Prosymnidae
  - Psammophiidae
  - Atractaspididae
  - Pseudoxyrhophiidae
  - Lamprophiidae
- Надсемейство Colubroidea
  - Colubridae – Смокообразни